# Der Kampf des Lebens
The Battle of Life: A Love Story (deutsch: Der Kampf des Lebens. Eine Liebesgeschichte) ist eine Erzählung von Charles Dickens aus dem Jahr 1846.
Die Erzählung gehört zu den fünf Weihnachtsgeschichten, die Dickens in den Jahren 1843 bis 1847 jeweils zu Weihnachten als eigenständige Bücher veröffentlichte. Die bekannteste ist A Christmas Carol (deutsch: Ein Weihnachtslied in Prosa) aus dem Jahr 1843, gefolgt von Chimes (deutsch: Die Zauberglocken) 1844 und The Cricket on the Hearth (deutsch: Das Heimchen am Herde) als dritter Band 1845. Es folgten im Jahr 1846 The Battle of Life und 1847 The Haunted Man (deutsch: Der Verwünschte).
Die Erstpublikation von The Battle of Life erfolgte 1846 durch den Verlag Bradbury and Evans in London mit Illustrationen von Charles Green (1840–1898).

## Handlung

### Erster Teil
In einem Ort auf einem ehemaligen Schlachtfeld lebt der Philosoph Dr. Anthony Jeddler mit seinen beiden Töchtern, der jüngeren Marion (Lieblingstochter) und der vielleicht vier Jahre älteren Grace. Aus dem Wissen um das Leben auf einem ehemaligen Schlachtfeld, auf dem viele Tote nach einer Schlacht in weiter Vergangenheit lagen, die nicht wussten, warum sie so grausam gestorben waren, bezog Dr. Jeddler seine philosophische Anschauung, dass das Leben eine Farce sei, albern und nicht ernst zu nehmen. Dr. Jeddler war der Vormund und Vermögensverwalter für die Waise Alfred Heathfield. Alfred liebt Marion, aber die scheint seine Liebe nicht zu erwidern. Sie wird aber von Grace dazu gedrängt, denn die Verbindung zu Alfred ist von Dr. Jeddler gern gesehen. Wir erfahren aber auch, dass Grace schon von Kindesbeinen eine enge Beziehung zu Alfred hat. An dem Tag, an dem die Handlung anhebt, ist Marions, aber auch Alfreds Geburtstag. An diesem Tag findet die Vormundschaft ein Ende, weil Alfred mündig geworden ist. Dazu werden entsprechende Papiere im Garten unterzeichnet. Der juristische Akt wird von den beiden Advokaten der Anwaltskanzlei Mr. Snitchey und Mr. Craggs begleitet. Die Hausangestellten Clemence Newsome (eine Frau ohne körperliche Ausstrahlung) und Benjamin Britain (ein unwirscher Angestellter) müssen als Zeugen zeichnen. Dabei erfahren wir von den zwei Sinnsprüchen von Clemence Newsome auf einem Fingerhut und einem Muskatsieb ("Vergiss und vergib" und "Was du willst, dass dir die Leute tun, das tue du ihnen auch"), die ihre Lebensmaximen sind.
Alfred geht danach zum Studium und bittet, dass Grace Marion hütet, bis er wiederkommt. Alfred teilt Dr. Jeddlers Weltsicht nicht. Er meint, dass es keinen Sinn hat, seine Weltsicht vom Schlachtfeld abzuleiten, sondern dass es wichtiger sei, die vielen stillen Mühen und Taten der Menschen zu sehen, die sie täglich mit großer Selbstaufopferung und Heldenmut verrichten ohne Ruhm und Ansehen.

### Zweiter Teil
Es sind drei Jahre vergangen.
Michael Warden, ein Klient, sitzt in der Anwaltskanzlei von Mr. Snitchey und Mr. Craggs. Er hat einen großen Teil seines Vermögens durchgebracht und verprasst. Nun muss er ins Ausland fliehen, weil wohl Schuldhaft in England auf ihn wartet. Er beauftragt Snitchey und Craggs mit der Verwaltung seines Besitzes, der über einige Zeit auch wieder ein Einkommen generieren kann. Er weiht die beiden ein, dass er anlässlich eines unfreiwilligen Aufenthaltes bei Dr. Jeddler nach einem Pferdeunfall von Marion gepflegt wurde und sie lieben gelernt hat. Nun will er sie mit ins Ausland nehmen (ohne die Einwilligung ihres Vaters) als seine Partnerin, die ihm hilft, auf den rechten Weg zurückzufinden. Snitchey und Craggs werden in eine schwierige Lage gebracht, weil sie schweigen müssen, obwohl auch Dr. Jeddler ihr Klient ist.
In Dr. Jeddlers Haus treffen sich Marion und Michael Warden heimlich, unter Mithilfe von Clemcence Newsome, die dadurch auch in einen Gewissenskonflikt kommt.
Dr. Jeddler erwartet die Rückkehr von Alfred von der Universität. Es ist wieder Marions Geburtstag. Er will ihm einen festlichen Empfang bereiten, soll er doch Marion heiraten. Mitten im Fest, während der Ankunft von Alfred verschwindet Marion. Sie will ihm nicht begegnen. Alle sind sehr bestürzt. Grace stürzt in Ohnmacht, Alfred hält ihre Hand.

### Dritter Teil
Es sind sechs Jahre vergangen.
Gegen alle Erwartungen, auch die von Benjamin Britain, hat er inzwischen Clemency geheiratet und hat eine Herberge "Zum Muskatsieb" am Rande der Stadt gepachtet. Sie haben zwei Kinder und das Geschäft läuft dank Clemencys praktischem Sinn gut. Ein Fremder in Trauerkleidung, es ist Michael Warden, taucht in der Herberge auf und fragt die beiden über die Entwicklungen der letzten Jahre aus. Er erfährt, dass Grace und Alfred geheiratet haben, eine Tochter mit Namen Marion haben und Alfred als Arzt in der Stadt wirkt. Warden vermittelt den Eindruck, dass Marion tot sei, was Clemency sehr trifft. Mr. Snitchey hat ein Treffen mit Michael Warden in der Herberge. Inzwischen ist sein Companion Graggs gestorben. Er bittet Warden zu sich zu Gaste und erzählt ihm, dass am Abend Dr. Jeddler seiner Tochter Grace alle Geheimnisse um Marion offenbaren will. Michael Warden hat offensichtlich seine Schulden durch die Veränderung seines Lebenswandels im Ausland und mit Hilfe der Verwaltung von Snitchey beglichen. Er plant, sein Haus zu verkaufen und für immer ins Ausland zu gehen.
In Jeddlers Haus sitzen Grace und Alfred, der auch eingeweiht ist. Er hat Grace die Offenbarung des Schicksals von Marion für diesen Tag angekündigt. Es ist ihr Hochzeitstag, aber auch der Tag der Geburtstage von Marion und Alfred. Da taucht Marion in weißem Kleid (Vergleich mit einem Engel) auf. Sie ist es leibhaftig. Sie erklärt Grace, dass sie nicht mit Michael Warden ins Ausland gegangen ist, sondern bei Dr. Jeddlers Schwester Martha all die Zeit gelebt hat. Sie wollte dadurch die Verbindung von Alfred und Grace ermöglichen, denn sie hat aus Schwesterliebe die übergroße Liebe von Grace zu Alfred gespürt und ihre große Liebe zu Alfred geheim gehalten. Es blieb ihr nur übrig zu verschwinden, um die Heirat von Grace und Alfred zu ermöglichen. Michael Warden hatte von 6 Jahren um Marions Hand angehalten. Doch sie weihte ihn in ihre Pläne ein, die er akzeptiert und nicht verraten hatte. Inzwischen sind alle vor Ort: Dr. Jeddler, seine Schwester Martha, Mr. Snitchey, Clemency, ihr Mann Ben Britain und Michael Warden. Michael Warden nutzt die Gelegenheit, um sich bei Dr. Jeddler und Alfred wegen seines geplanten Anschlages, der Entführung von Marion, zu entschuldigen. Marions Haltung hat ihn beschämt und ihn auf den Pfad eigener Rechtschaffenheit zurückgeführt. Er schenkt die Herberge, er war der Verpächter, aus Anlass der Wiedergutmachung an Benjamin Britain und seiner Frau Clemency. Sie wird umbenannt in "Muskatsieb und Fingerhut", wegen der wichtigen Sprüche (siehe oben). Alfred praktiziert in seinem Leben als Arzt seine Lebensanschauung mit seinem stillen Ringen um die Gesundheit seiner Patienten, und der Schwiegervater Dr. Jeddler muss seine revidieren: "Es ist eine Welt voller Herzlichkeit auch eine ernste Welt mit allen Torheiten." Wir erfahren im Ausklang, dass Michael Warden doch nicht ins Ausland ging, sondern Marion geheiratet hat, sie leben in seinem Haus, das er nicht verkaufte, und sind für Offenheit und Gastfreundschaft in der ganzen Gegend berühmt.

## Ausgaben
- Charles Dickens: Der Kampf des Lebens. Eine Liebesgeschichte. Verlag von Carl B. Lorck, Leipzig 1847, aus dem Englischen von Julius Seybt, mit Federzeichnungen von Daniel Maclise und John Leech, Digitalisat